# 伊犁人民出版社
伊犁人民出版社是中华人民共和国的一家出版社，成立于1977年7月，社址位于新疆维吾尔自治区奎屯市。主要出版哈萨克文图书。